# Analisi dell'olio lubrificante
Con analisi dell'olio lubrificante si intende, di norma, l'attività di analisi delle proprietà chimico-fisiche dell'olio lubrificante dopo l'uso e degli eventuali contaminanti, allo scopo di ottenere informazioni sulle condizioni operative del macchinario lubrificato e sulle condizioni del lubrificante stesso.
Le informazioni che scaturiscono da queste analisi sono utilizzate per la manutenzione meccanica su condizioni (manutenzione predittiva).

## Introduzione
L'analisi oli lubrificanti consiste nel prendere in considerazione alcuni dei parametri chimico-fisici propri dell'olio lubrificante, valutandoli secondo normative nazionali o internazionali di riferimento. Le analisi vengono effettuate sia dalle ditte produttrici di lubrificanti sia dai responsabili della conduzione di macchinari, con prelievi periodici durante l'uso degli stessi.
Le analisi possono quindi risultare molto utili come controllo qualità, se applicate alla fonte dal produttore, prima della distribuzione, per verificare la rispondenza del prodotto alle specifiche per cui è stato sviluppato. Si tratta di test su grandi volumi di prodotti omogenei, di cui si vogliono conoscere le caratteristiche operative, in funzione dell'additivazione, della qualità delle basi impiegate, della loro stabilità, etc.
Le Analisi Tribologiche effettuate sugli oli lubrificanti (o idraulici) usati, provenienti cioè da meccanismi in esercizio, per verificarne l'effettivo “stato di salute”, rientrano nella categoria dei “Controlli non distruttivi” e hanno valore essenzialmente diagnostico e preventivo.
In modo analogo, si applicano specifiche prove (a norma ASTM o ISO) per comprendere se, a livello microscopico, o addirittura molecolare, un determinato lubrificante ha subito, in un determinato periodo di tempo (misurato in ore, mesi o anni) una degradazione considerata fisiologica per quella tipologia di macchinario.
Si parla di “conditions' monitoring” ed è una delle prime ricerche diagnostiche a cui si fa riferimento a livello aeronautico; tutti i velivoli militari dotati di una sola turbina (inclusi gli evolutissimi F-16) hanno l'obbligo di sottoporsi al controllo SOAP (Spectrometric Oil Analysis Program). Poche gocce di olio vengono analizzate con uno speciale apparecchio, che quantifica e qualifica i principali metalli presenti all'interno del fluido.

## Tipologie di analisi dell'olio
Le analisi dell'olio usato prendono in esame tre aspetti fondamentali:
- la condizione chimico-fisica dell'olio (viscosità, acidità, additivazione, alterazioni chimiche);
- la presenza di contaminanti (acqua, polveri, fluidi di processo);
- la presenza di metalli da usura.

## Obiettivi dell'analisi dell'olio
Il monitoraggio preventivo della condizione chimico-fisica dell'olio e dei livelli di contaminazione permette, entro certi limiti, l'ottimizzazione delle condizioni di esercizio del macchinario lubrificato, in un'ottica di manutenzione proattiva.
Il regolare monitoraggio della presenza di metalli da usura, in particolare lo studio dei trend (in termini di velocità di produzione dei metalli da usura) e, in casi anomali, l'analisi morfologica del particolato metallico, permette la gestione della disponibilità del macchinario, al fine di eliminare i guasti imprevisti, in un'ottica di manutenzione predittiva.